# Maria Franziska von Waldburg-Zeil-Wurzach
Maria Franziska von Waldburg-Zeil-Wurzach (* 16. April 1630; † 5. November 1693) war eine Äbtissin des freiweltlichen Damenstifts Buchau im heutigen Bad Buchau am Federsee. Am Damenstift Essen übte sie die Ämter einer Dekanin und Pröpstin aus.

## Leben
Maria Franziska war Tochter des Johann Jakob von Waldburg-Zeil-Wurzach und der Johanna von Wolckenstein-Trostburg. Im Alter von 18 Jahren hatte sie Aufnahmezusagen für das Damenstift Essen, Damenstift St. Ursula Köln und Buchau. Sie entschied sich aufgrund der Höhe der Pfründe für den Eintritt in das Damenstift in Essen. In Buchau behielt sie den Status einer nichtresidierenden Kanonikerin. Daher wurde sie zu Wahlen und Statutenänderungen nach Buchau eingeladen. Zur Wahl ihrer Vorgängerin in Buchau Maria Theresia von Sulz 1669, ließ sie sich jedoch von einem Buchauer Kanoniker bei der Stimmabgabe vertreten. Sie entschuldigte sich mit dem Attest eines Kölner Arztes. Er bestätigte ihr, dass sie aus gesundheitlichen Gründen nicht in der Lage war, die Reise von Essen nach Buchau anzutreten.
Im Jahre 1673 wollte sie in das Stift Buchau eintreten. Dies wurde ihr mit dem Hinweis verwehrt, dass alle Stellen besetzt sind. Am 16. Oktober 1692 erfolgte ihre Wahl zur Äbtissin des Damenstiftes Buchau.